# Dicranota festa
Dicranota festa är en tvåvingeart som beskrevs av Alexander 1966. Dicranota festa ingår i släktet Dicranota och familjen hårögonharkrankar. Inga underarter finns listade i Catalogue of Life.